# Il caso G
Il caso G (titolo originale Fallet G) è un romanzo giallo dello scrittore svedese Håkan Nesser pubblicato in Svezia nel 2003.
È il decimo libro della serie che ha per protagonista il commissario Van Veeteren.
La prima edizione del romanzo è stata pubblicata nell'anno 2015 da Guanda.

## Trama
Il commissario Van Veeteren è ormai in pensione e si occupa della sua libreria antiquaria, nella sua lunga carriera in polizia solo un caso è rimasto aperto, il caso G. Quindici anni prima infatti, Barbara Clarissa Hennan venne trovata morta nella piscina di casa sua e tutti i sospetti ricadettero sul marito Jaan, odiato ex compagno di scuola del commissario. Non ci furono indizi per incolparlo e il caso rimase insoluto. Van Veeteren ha la possibilità di chiudere finalmente il caso quando la figlia del detective privato che all'epoca seguì le indiagini si presenta da lui per riferirgli della scomparsa del padre. L'uomo prima di sparire ha lasciato un criptico messaggio in cui afferma di aver finalmente trovato le prove per incolpare Jaan Hennan.

## Edizioni
- Håkan Nesser, Il caso G, traduzione di Carmen Giorgetti Cima, Guanda, 2015. ISBN 978-88-235-0881-1.
- Håkan Nesser, Il caso G, traduzione di Carmen Giorgetti Cima, TEA, 2016. ISBN 978-88-502-4432-4.
- Håkan Nesser, Il caso G, traduzione di Carmen Giorgetti Cima, TEA, 2016. ISBN 978-88-502-5150-6.